# Retox
Retox ist eine US-amerikanische Hardcore-Punk-Band aus San Diego, Kalifornien, die im Jahr 2010 gegründet wurde.

## Geschichte
Die Band wurde gegen Ende des Jahres 2010 gegründet und bestand aus den Ex-The-Locust-Mitgliedern Gabe Serbian (Schlagzeug) und Justin Pearson (Gesang) sowie aus dem Bassisten Thor Dickey und dem Gitarristen Michael Crain. Eine erste selbstbetitelte EP folgte im Jahr 2011, ehe die Band einen Vertrag bei Ipecac Recordings unterzeichnete und hierüber ihr Debütalbum Ugly Animals noch im selben Jahr veröffentlichte. Über Epitaph Records folgte im Jahr 2013 das zweite Album YPLL. Hierauf war Brian Evans als neuer Schlagzeuger zu hören.

## Stil
Laut Joachim Hiller von dem Ox-Fanzine spiele die Band auf Ugly Animals Hardcore Punk, der mit den alten Werken von Atari Teenage Riot vergleichbar, jedoch weniger „digital“ sei. Zudem seien „[r]asante Stop & Go-Blasts, dazu hysterischer, übersteuerter Gesang“ charakteristisch. Der gebrüllte Gesang erinnere an den von The Locust und Swing Kids. Auch auf YPLL spiele die Band laut Hiller unruhigen Hardcore Punk, mit aggressivem, geschrienem Gesang. Christian Kruse vom Metal Hammer empfand die Musik auf dem Album als anstrengend. Der Gesang steigere sich oft in Geschrei und die E-Gitarren würden schnell gespielt werden. Auch das Schlagzeug sei „hyperaktiv“. Die Musik lasse sich zwischen den frühen Werken von The Dillinger Escape Plan und den Noise-Rock-Werken von Shellac einordnen.

## Diskografie
- 2011: Retox (EP, Three One G)
- 2011: Ugly Animals (Album, Ipecac Recordings)
- 2013: YPLL (Album, Epitaph Records)